# Fatoua villosa
Fatoua villosa är en mullbärsväxtart som först beskrevs av Carl Peter Thunberg, och fick sitt nu gällande namn av Takenoshin Nakai. Fatoua villosa ingår i släktet Fatoua och familjen mullbärsväxter. Inga underarter finns listade i Catalogue of Life.

## Bildgalleri

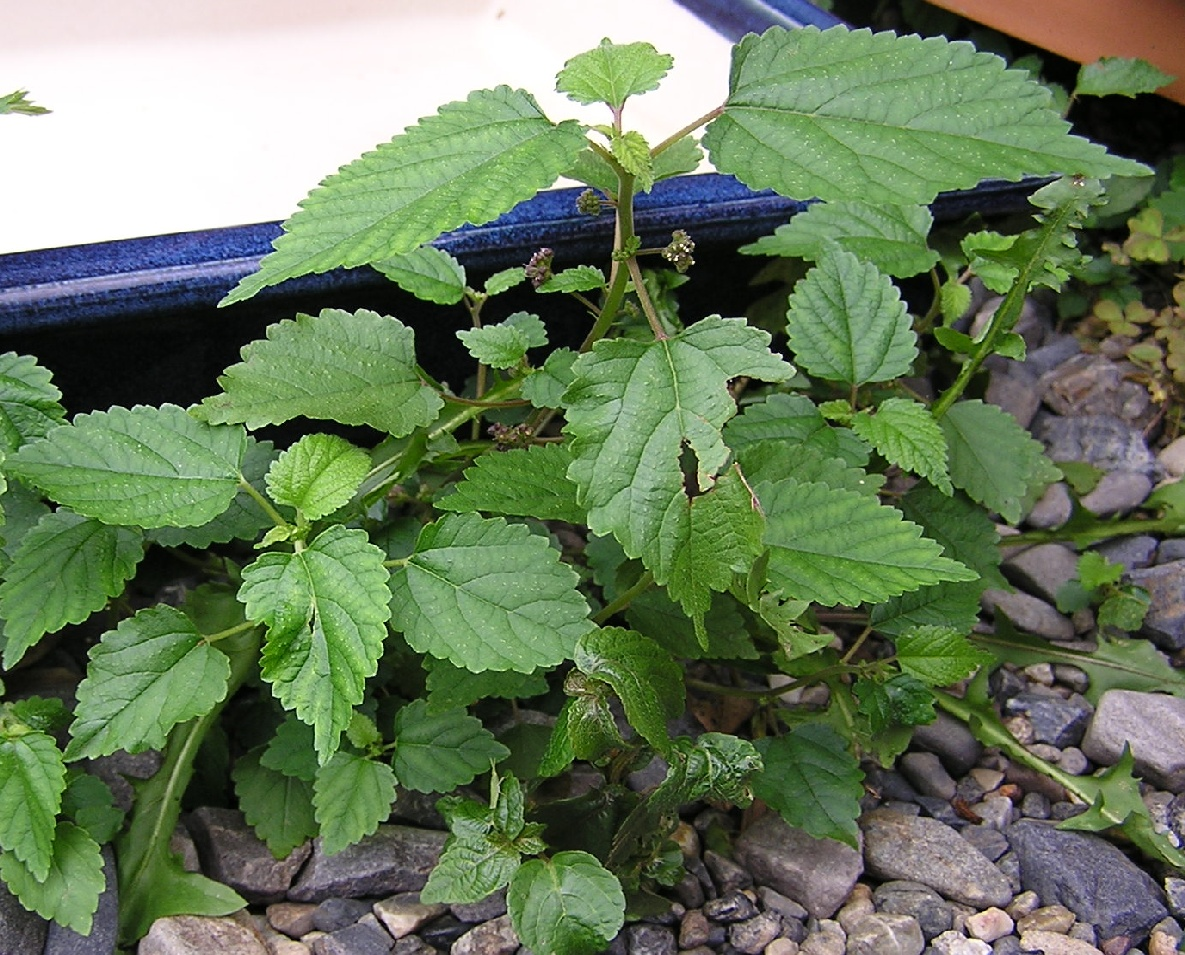
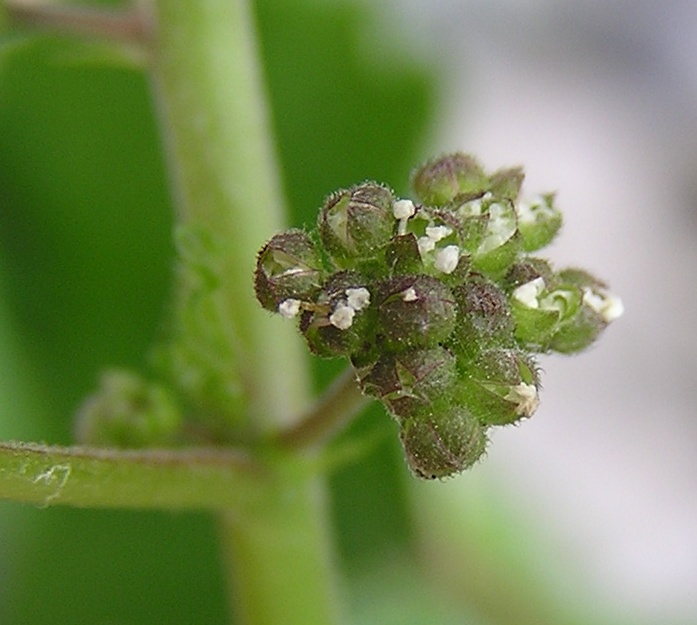
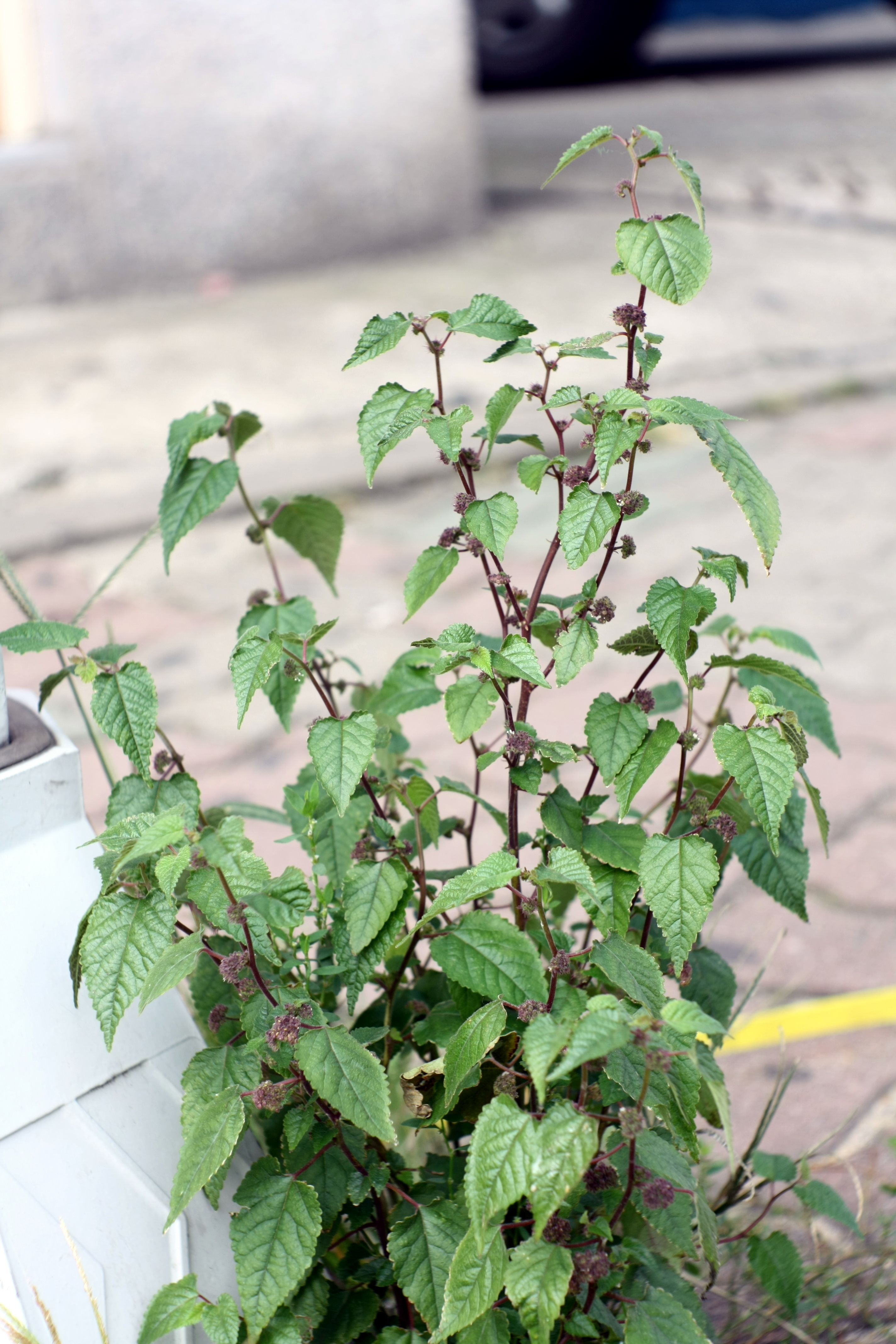
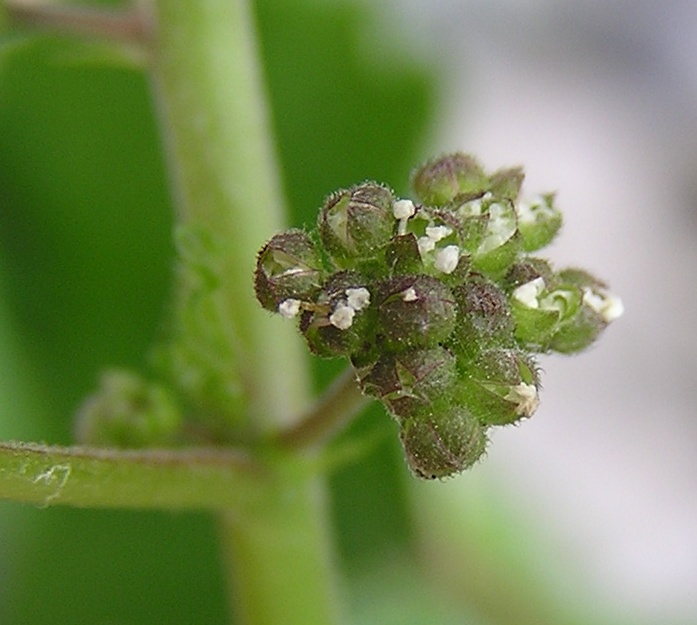